# Post mortem (jeu vidéo)
Pour les articles homonymes, voir Post mortem.
Post mortem est un jeu vidéo d'aventure pour PC sorti en France le 13 novembre 2002. Le jeu a été développé, édité et distribué par le studio français Microïds.
Post mortem est le premier opus d'une série de jeux vidéo ayant pour personnages principaux Gus et Victoria McPherson. Les épisodes suivants sont Still Life et Still Life 2. La numérotation des jeux de la série Still Life porte souvent à confusion, leur lien avec Post mortem n'étant pas apparent de prime abord.

## Synopsis
Dans le Paris des années 1920, Gustav McPherson, détective privé reconverti dans la peinture, reçoit la visite d'une mystérieuse américaine, Sophia Blake. Celle-ci lui demande d'enquêter sur le meurtre de sa sœur et de son beau-frère, Ruby et Regis White, décapités dans une chambre d'hôtel.
Ayant finalement accepté l'enquête par manque d'argent, McPherson se plonge dans le milieu et interroge les témoins, jusqu'à obtenir un portrait robot du principal suspect. Celui-ci a rencontré et donné une forte somme d'argent à Théo Malet, portier de l'hôtel où a eu lieu le meurtre, et a été repéré par la voisine de chambre des White au moment du meurtre. Lorsqu'il montre le portrait robot à Malet, ce dernier fuit et McPherson aperçoit le suspect qu'il poursuit sans succès. Il est finalement identifié par le commissaire Lebrun, chargé de l'enquête, qui reconnaît son ancien collègue Jacques Hellouin, devenu détective privé. Lebrun annonce également que Malet a été tué de la même façon que les White, à Londres. McPherson retrouve Hellouin qui mentionne l'assassinat d'un couple répondant au nom de Eaton, dont il se sent en partie responsable. Il poursuit en racontant son histoire au héros.

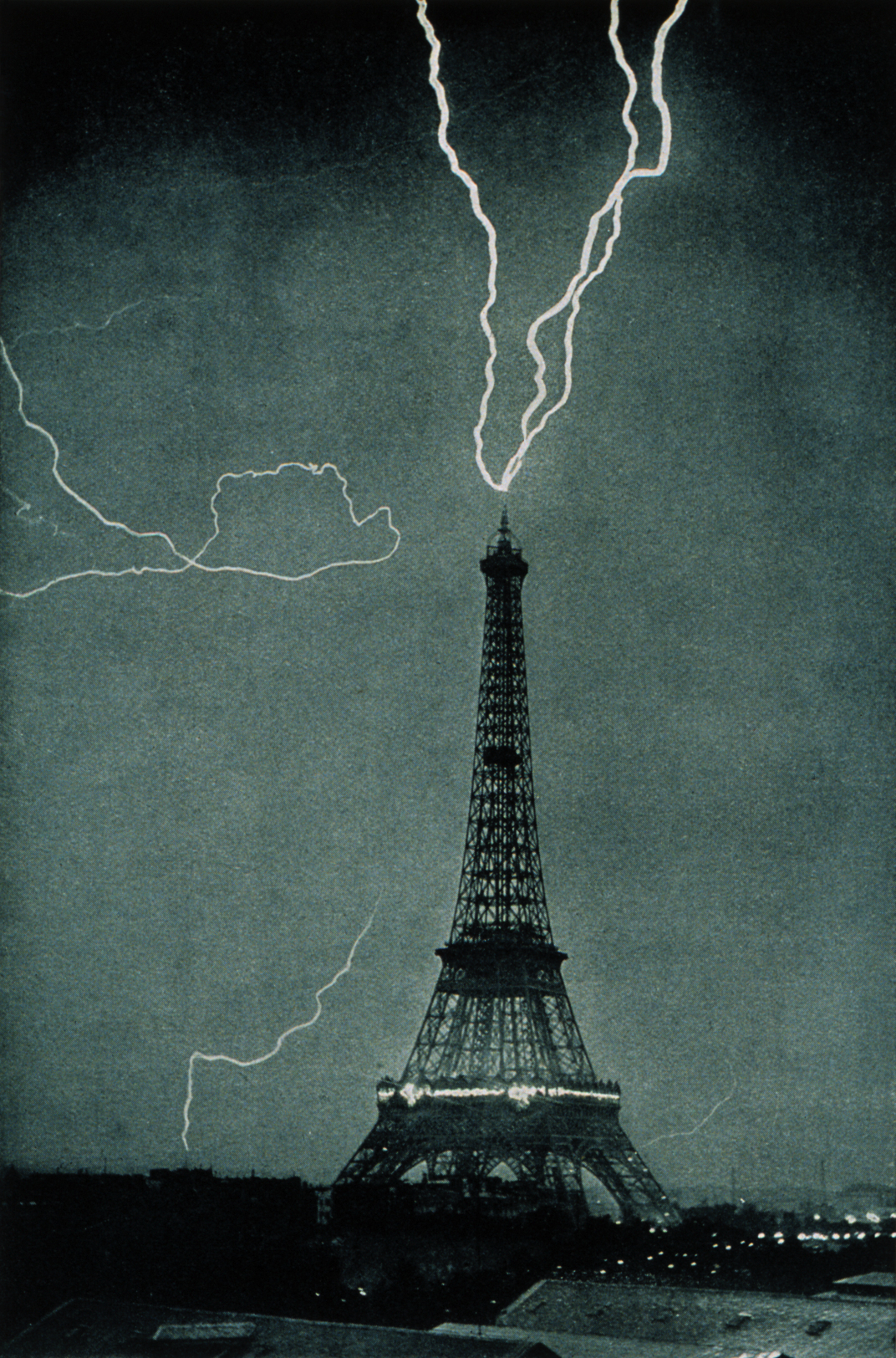
Le jeu s'ouvre sur la foudre frappant la Tour Eiffel.

Peu avant le meurtre, Hellouin avait reçu une lettre du banquier Grégoire de Allepin, qui voulait qu'il surveille deux jeunes gens, Paul et Gracie Eaton, menaçant de lui voler un objet très cher. En enquêtant chez les Eaton, qui ont déserté leur appartement depuis plusieurs jours, Hellouin retrouve des documents mentionnant de Allepin, un psychiatre nommé Frank Kaufner, et une secte, l'Ordre des Compagnons à la Croix Pattée à laquelle appartiennent les deux hommes. Il découvre également que Gracie a suivi une thérapie chez Kaufner et a été présentée à de Allepin. Hellouin suit les traces des Eaton jusqu'à un bar, l'Alambic, où il rencontre une jeune fille, Bérénice, qui lui donne de nombreuses informations sur Paul Eaton et le patron du bar, Albert Hulot qui sont partis dîner ensemble. Au restaurant, Hellouin apprend qu'un couple a mangé avec un homme répondant à la description de Hulot, mais le couple répondait au nom de White. Ceux-ci résident à l'hôtel Orphée. Hellouin décide de les y rencontrer. Sur place, il paie le portier pour connaître leur numéro de chambre et attend au bar leur arrivée. Ayant appelé de Allepin sans succès, Hellouin décide d'aller voir ce que font les White, et surprend un homme masqué en train de les tuer. Choqué et en partie intoxiqué par les gaz somnifères utilisés par le tueur, Hellouin s'est donc évanoui.
À peine Hellouin a-t-il fini son histoire que le commissaire Lebrun vient l'arrêter. Cependant, McPherson est convaincu de son innocence. Il rencontre à nouveau Blake pour une mise au point. Les White n'étaient pas de sa famille, mais étaient chargés de récupérer une relique, la Tête de Baphomet, qui lui avait été subtilisée par de Allepin. Au fur et à mesure de ses investigations, Gus découvre un puissant lien unissant Kaufner et de Allepin. Le psychiatre conserve ainsi dans son cabinet les clés de la villa du banquier. Introduit dans la secte dont de Allepin est le grand maître, il est persuadé que son ami possède la capacité à changer de corps et vit depuis le Moyen Âge. C'est également lui qui a été choisi pour être le nouveau corps de de Allepin. Quant à Gracie Eaton, devenue proche de la secte, elle est censée être une descendante d'Adeline, l'amour disparu de Allepin qui doit assister à l'opération. C'est à ce moment qu'elle a volé la Tête.
Alors que son enquête avance, McPherson reçoit une lettre de rançon : Sophia Blake est retenue chez de Allepin et ne sera rendue que contre la Tête. McPherson ayant retrouvé le cadavre du banquier dans sa cave, ne comprend pas la situation mais se met en quête de la relique. Il découvre que son amie Bérénice, qui travaille à l'Alambic, a travaillé sur une copie de la relique. Il apprend également la mort d'Albert Hulot, qui était également impliqué dans la copie. McPherson retrouve la copie et l'original, mais ne parvient pas à les différencier. Il se rend cependant chez de Allepin où Kaufner, qui est persuadé d'être le banquier, le menace.
Plusieurs fins sont possibles, dépendant de la réaction de Gus face à Kaufner, mais également des preuves de l'innocence de Hellouin entre les mains du commissaire Lebrun. En effet, si McPherson donne la tête à Kaufner, celui-ci l'exécute ainsi que Sophia, à moins qu'Hellouin, libéré, n'arrive à temps. Si Gus détruit la Tête, Kaufner s'effondre, désespéré, et est arrêté. Le sort d'Hellouin est alors fixé selon les preuves livrées auparavant.

## Système de jeu

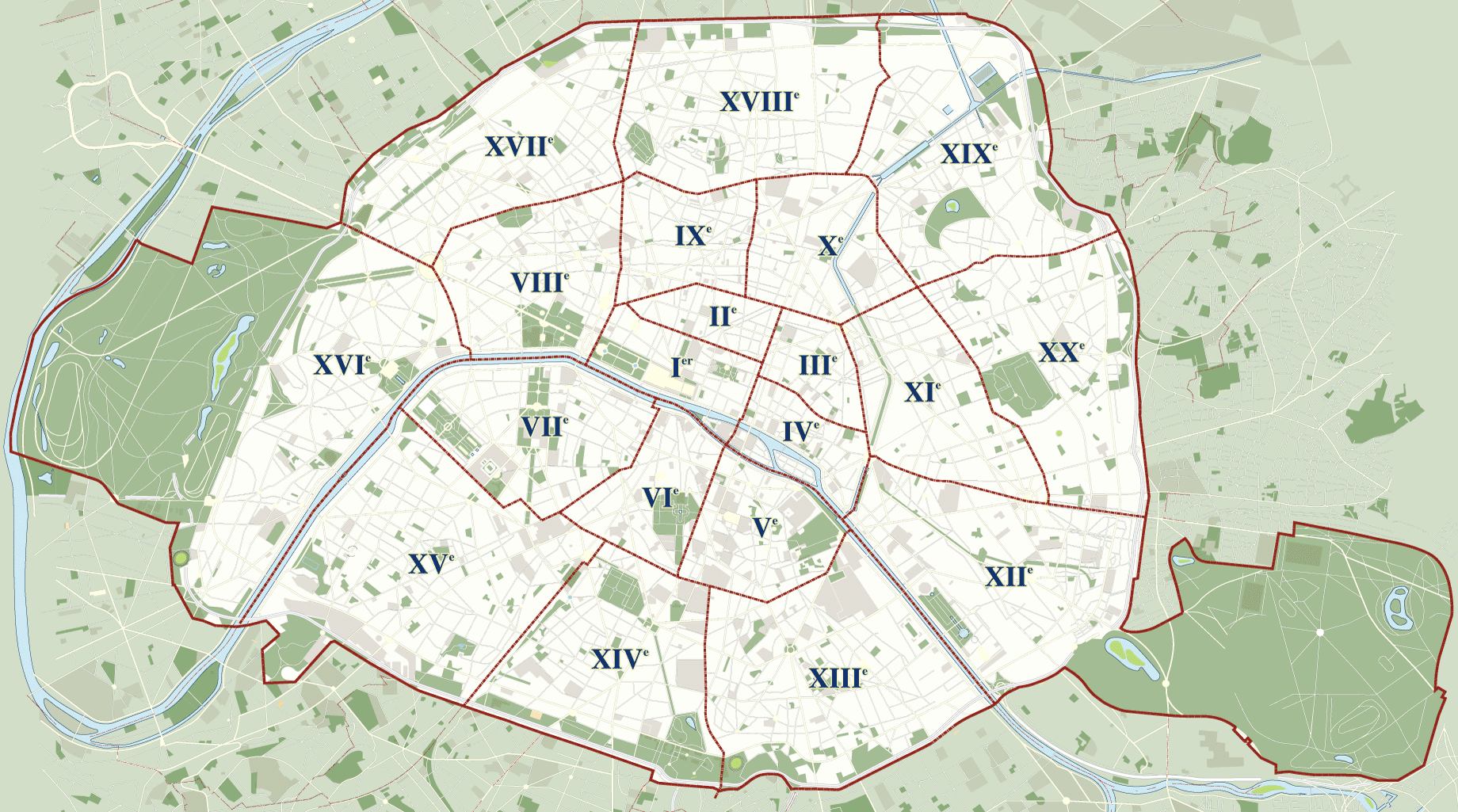
Le joueur navigue d'un lieu à un autre par le biais d'un plan de Paris.

Le jeu se joue sur des vues à 360°. Le joueur peut se déplacer en cliquant lorsque le curseur le lui permet. Il a également la possibilité de zoomer sur certaines zones. Lors des dialogues, le joueur peut choisir d'évoquer plusieurs sujets. La plupart des sujets peuvent être évoqués selon différents tons (sympathique, direct, accusateur…), le joueur obtenant différentes réactions selon son ton. Le joueur incarne le détective Gus McPherson, et, au milieu du jeu, Jacques Hellouin lorsque ce dernier raconte son histoire.
L'inventaire s'ouvre en bas de l'écran. Outre les objets récupérés par le joueur, il contient un plan de Paris qui lui permet d'aller d'un endroit à un autre (son appartement, le commissariat, l'hôtel Orphée, l'Hôpital de la Salpêtrière…). Lors de la première visite du joueur dans un lieu, une cinématique d'introduction se déroule. L'inventaire contient également un carnet. Celui-ci contient une description des personnages rencontrés, qui se met à jour au fur et à mesure de l'avancée de l'intrigue, un index contenant toutes les conversations et les transcriptions (ou parfois résumés) des ouvrages, lettres et autres documents découverts.
La progression dans le jeu n'est pas totalement linéaire. En effet, si les grandes lignes de l'enquête de McPherson restent les mêmes, la procédure peut changer. Pour rentrer dans la chambre des White, le joueur peut par exemple crocheter la porte ou passer par la chambre voisine. De même, la position de certains objets varient selon que Hellouin les a récupérés ou pas durant son enquête. De fait, toutes les énigmes ne sont pas nécessairement jouées.
Graphiquement, les décors sont visibles sur 360degrés, et les personnages principaux sont modélisés en trois dimensions. D'autres, en revanche, sont directement incrustés dans le décor, notamment dans le bar de l'Alambic.

## Histoire

### Développement
Le jeu a été développé en dix mois en utilisant la technologie Virtools. L'équipe de Microïds était composée de 27 personnes : 8 artistes graphiques, 5 animateurs et 6 programmeurs,. Des images sont présentées dès juillet 2002, et un site officiel est lancé en octobre. Le site a par la suite disparu, mais un nouveau site regroupe Post mortem et ses deux suites. Il propose les trois jeux au téléchargement payant.
Il sort le 11 novembre 2002 en France et le 1er mars 2003 aux États-Unis. La norme SELL le déconseille alors aux moins de 16 ans, conseil revu par la PEGI à l'âge de 18 ans. Aux États-Unis, il est déconseillé aux moins de 17 ans pour cause de violence, présence de sang et thèmes sexuels,.